# コージビオース
コージビオース (kojibiose) は、グルコース2分子がα1-2結合で結合した、二糖の一種である。麹の中から発見されたことよりこの名がつけられた。酒やみりんに含まれている。ニゲロースとともに精製が難しく大変高価な糖として知られており、どちらも1グラム当たり100万円前後の価格がつけられている。
グルコースのキャラメル化による生成物である。